# Слатина (град)
Слатина (раније Подравска Слатина) је град у северној Славонији, у Вировитичко-подравској жупанији, Република Хрватска. Према првим резултатима пописа из 2011. у граду је живело 13.686 становника, а у самом насељу је живело 10.208 становника.

## Историја
Овде је била битка код Слатине 1562. године.
Почетком 20. века Слатина је православна парохија са филијалама, околним селима: Бакићи, Козице, Липовац и Лукавац. У месту је политичка општина, црквена општина, котарски и други органи, пошта и брзојав, православна црква и комунална школа. У Слатини живи 1431 Србин православац (27%) са 307 домова (29%). Црквене матице су заведене 1777. године, парохија је треће класе, има парохијски дом. Православна црква посвећена Св. апостолима Петру и Павлу грађена је 1750. године. Темпло је осликао 1785. године иконописац Јован Грабован. Председник црквене општине 1905. године је Симеон Кокановић а парох већ седам година поп Василије Свилар, рођен у Пећанима 1869. године. У месној комуналној школи предаје учитељ Лазар Савић, а 50 ђака иде у редовну наставу а 26 у празничну школу.
Године 1935. трговиште Слатина је променила званично назив у Подравска Слатина.

### Други светски рат
Срески начелник у Подравској Слатини Флоријан Косница, на зборовима је јавно изјављивао да су Срби „ван закона“.
У Подравској Слатини виђенији су Срби затварани и у затвору батинама присиљавани да се покатоличе. Они који су поднели молбу за покатоличавање одмах су пуштани на слободу, док они који су били на слободи, а нису поднели молбе за католичење одвођени у затворе, тучени и присиљавани да то учине. Тако су поступали и у селима овога среза.
У Подравској Слатини је, по окупацији 1941. године, ухапшен велики број угледних грађана – њих око 40, међу којима Милан Новаковић, трговац, др Прерадовић, јавни бележник, Ђорђе Селаковић, адвокат Марко Дробац, надлугар Глиша Зечић, трговац и др.
У срезу Подравска Слатина порушене су православне цркве у Мединцима, Воћину, Лисичанима, Сухој Млаки, Добровићу, Новој Буковици, Подравској Слатини.

## Становништво

### Град Слатина

#### Број становника по пописима
| година пописа  | 2001.  | 1991.  | 1981.  | 1971.  | 1961.  | 1953.  | 1948.  | 1931.  | 1921.  | 1910.  | 1900. | 1890. | 1880. | 1869. | 1857. |
| бр. становника | 14.819 | 15.844 | 14.638 | 13.475 | 12.598 | 12.509 | 11.805 | 11.929 | 10.290 | 10.201 | 9.188 | 8.372 | 6.548 | 6.625 | 5.464 |

- напомене:

Настао из старе општине Подравска Слатина. До 1991. исказиван под именом Подравска Слатина. У 1981. део података садржан је у општини Сопје.

### Слатина (насељено место)

#### Број становника по пописима
| година пописа  | 2001.  | 1991.  | 1981. | 1971. | 1961. | 1953. | 1948. | 1931. | 1921. | 1910. | 1900. | 1890. | 1880. | 1869. | 1857. |
| бр. становника | 10.920 | 11.416 | 9.923 | 8.066 | 6.318 | 5.735 | 5.006 | 5.100 | 3.861 | 3.785 | 3.180 | 2.828 | 2.236 | 2.070 | 1.451 |

- напомене:

До 1910. исказивано под именом Слатина. Од 1921. до 1991. исказивано под именом Подравска Слатина. У 1981. повећано припајањем насеља Слатински Липовац. За то бивше насеље садржи податке од 1857. У 1948. години садржи део података за насеље Мединци.

## Попис 1991.
На попису становништва 1991. године, насељено место Подравска Слатина је имало 11.416 становника, следећег националног састава:
| Попис 1991.‍    | Попис 1991.‍  | Попис 1991.‍ | Попис 1991.‍ | Попис 1991.‍ |
| -------------- | ------------ | ----------- | ----------- | ----------- |
|                |              |             |             |             |
| Хрвати         | Хрвати       |             | 6.046       | 52,96%      |
| Срби           | Срби         |             | 4.270       | 37,40%      |
| Југословени    | Југословени  |             | 584         | 5,11%       |
| Муслимани      | Муслимани    |             | 34          | 0,29%       |
| Црногорци      | Црногорци    |             | 33          | 0,28%       |
| Албанци        | Албанци      |             | 25          | 0,21%       |
| Мађари         | Мађари       |             | 21          | 0,18%       |
| Словенци       | Словенци     |             | 20          | 0,17%       |
| Македонци      | Македонци    |             | 13          | 0,11%       |
| Украјинци      | Украјинци    |             | 7           | 0,06%       |
| Русини         | Русини       |             | 6           | 0,05%       |
| Немци          | Немци        |             | 5           | 0,04%       |
| Словаци        | Словаци      |             | 3           | 0,02%       |
| Чеси           | Чеси         |             | 3           | 0,02%       |
| Бугари         | Бугари       |             | 1           | 0,00%       |
| Грци           | Грци         |             | 1           | 0,00%       |
| Руси           | Руси         |             | 1           | 0,00%       |
| остали         | остали       |             | 6           | 0,05%       |
| неопредељени   | неопредељени |             | 245         | 2,14%       |
| регион. опр.   | регион. опр. |             | 17          | 0,14%       |
| непознато      | непознато    |             | 75          | 0,65%       |
| укупно: 11.416 |              |             |             |             |